# Parque nacional Khao Phra Wihan
El parque nacional Khao Phra Wihan (en tailandés, อุทยานแห่งชาติเขาพระวิหาร) o Khao Phra Viharn es un área protegida del nordestde Tailandia que se encuentra en las provincias de Si Sa Ket y Ubon Ratchathani. Tiene una superficie de 130 kilómetros cuadrados y fue declarado el 20 de marzo de 1998, como el parque 83.º del país.
Contiene numerosas ruinas del imperio jemer del siglo XI. Se encuentra a 98 km al sur de la localidad de Sisaket. Se encuentra en un acantilado rojo que forma parte de los montes Dangrek al sur de la meseta Khorat, al lado de la provincia camboyana de Preah Wijía.